# Día Internacional de Solidaridad con el Pueblo Palestino
El Día Internacional de Solidaridad con el Pueblo Palestino se celebra el 29 de noviembre desde 1978 y fue proclamado por la Asamblea General de las Naciones Unidas en 1977.

## Proclamación
El Día Internacional de Solidaridad con el Pueblo Palestino fue proclamado por la Asamblea General de las Naciones Unidas el 2 de diciembre de 1977, con el objetivo de recordar la aprobación de la resolución del 29 de noviembre de 1947, que establecía la partición de Palestina para la creación de un Estado judío y un Estado árabe. Además, la resolución de 1977 propuso la creación del estudio "The Origins and Evolution of the Palestine Problem", ('Los orígenes y evolución del problema palestino')  para profundizar en las causas y la evolución del conflicto. La conmemoración busca centrar la atención internacional en la situación no resuelta del pueblo palestino y en sus derechos inalienables, como el derecho a la libre determinación, la independencia y la soberanía nacional, así como el derecho al retorno a sus hogares y propiedades.

## Celebración
El Día se celebra anualmente el 29 de noviembre en conmemoración de la fecha en que se aprobó la resolución 181 en 1947, sin embargo en 2003 la celebración fue trasladada al 1 de diciembre. La primera celebración tuvo lugar en 1978. Durante este día, se llevan a cabo eventos en la sede de las Naciones Unidas en Nueva York y en otras oficinas de la ONU en todo el mundo, incluyendo Ginebra, Viena y Nairobi. Las actividades incluyen reuniones especiales donde los Estados miembros expresan su solidaridad con el pueblo palestino, exposiciones culturales auspiciadas por el Comité para el Ejercicio de los Derechos Inalienables del Pueblo Palestino, actos culturales y la publicación de boletines especiales y desde 2012 presentadas por la Misión Permanente de Observación de Palestina ante las Naciones Unidas, así como la publicación de boletines especiales. 
Algunos eventos y sucesos asociados a la celebración
- 2001: Llamado de varios países para la creación de una fuerza internacional en los territorios ocupados.[10]
- 2005: Durante el evento del Día Internacional de Solidaridad con el Pueblo Palestino en Nueva York, se exhibió un mapa de Oriente Medio sin incluir a Israel.[11][12]
- 2013: Se proclama el Año Internacional de Solidaridad con el Pueblo Palestino.[13]
- 2015: Izado de la bandera palestina como Estado observador en la sede de la ONU.[3]
- 2017: 70 años después de la resolución 181 (1947), la solución de dos estados todavía no se ha desarrollado.[14]
- 2018: En su discurso ante la ONU, Marc Lamont Hill apoyó la liberación de Palestina "desde el río hasta el mar", frase interpretada como un llamado a eliminar Israel, lo que llevó a su despido de CNN[15]
- 2021: Declaración del Secretario General António Guterres sobre el desafío para la paz y seguridad internacional por causa de los territorios palestinos ocupados.[16]
- 2023: El parlamentario de Baréin abandonó el evento en protesta contra la presencia de embajadores de EE. UU., Reino Unido y Francia, comparando su asistencia con "matar a una víctima y luego llorar en su funeral", debido al apoyo de estos países a Israel[17]